# آنی (کمون)
آنی (به فرانسوی: Agny) یک کمون در فرانسه است که در پا-دو-کاله واقع شده‌است. آنی ۶٫۰۵ کیلومتر مربع مساحت دارد ۸۱ متر بالاتر از سطح دریا واقع شده‌است.